# Família Leakey
A família Leakey é uma família britânica e queniana composta por várias figuras militares notáveis, cientistas agrícolas e arqueólogos dos séculos XX e XXI. Originalmente uma família de Somerset e Devon no sudoeste da Inglaterra entre 1500 e 1600, espalhou-se por todo o mundo. O ramo queniano pode ser rastreado até às irmãs Bazett que foram missionárias na viragem do século XIX; com Mary Bazett casando-se com Harry Leakey antes de criar uma Escola de Missão em Kabete.
Os Leakey têm sido responsável por importantes descobertas arqueológicas. Na década de 1930, o casal Louis e Mary Leakey começou a trabalhar na garganta de Olduvai, na Tanzânia (África). Descobriram que homens viviam ali havia 1.750.000 anos. Eles também demonstraram que a espécie humana surgiu na África, e não na Ásia, como se pensava até então. A partir da década de 1960, o seu filho Richard, deu continuidade às pesquisas. Ele acreditava que a raça humana poderia ter mais de 2 milhões de anos. Atualmente, sabemos que a humanidade tem mais de 7 milhões de anos. As descobertas de hoje em dia são uma propagação das ideias e descobertas da família Leakey.
O antropólogo queniano Louis Leakey chocou a comunidade científica quando afirmou, com base nas teorias de  Darwin, que o homem pode ter surgido na África e de lá ter-se espalhado pelo mundo. Leakey provou o que disse ao descobrir, no continente africano, o primeiro fóssil do Homo habilis. Sua esposa e parceira de escavações, Mary Leakey, também fora genial: ela desenterrou o Australopithecus boisei em 1959 e concluiu que o homem andava sobre duas pernas há 3,5 milhões de anos, muito antes do que se supunha até então. O filho do casal, Richard Leakey, que rejeitava o ofício dos pais e só queria ser guia de safáris, literalmente esbarrou numa mandíbula de australopiteco em 1963. Virou antropólogo e não se arrependeu. Em 1967, ele e sua equipe desenterraram mais de 400 fósseis de antepassados do homem no Lago Turkana, na Etiópia. Em 1984, a mulher de Richard, Meave Leakey, comprou uma briga com a sogra (que morreria em 1986) ao descobrir que o homem andara sobre duas pernas há 4 milhões de anos – 500 000 anos antes do que supunha Mary Leakey.

## Membros notáveis

### Arqueologia, paleontologia e outras ciências
- Colin Leakey (1933-2018), botânico; filho de Louis Leakey
- Louis Leakey (1903–1972), arqueólogo; filho de Harry Leakey e primo de Nigel e Rea Leakey
- Louise Leakey (1972-), paleontóloga; filha de Meave and Richard Leakey, casada com o Príncipe Emmanuel de Merode.
- Mary Leakey (1913–1996), arqueóloga; mulher de Louis Leakey
- Meave Leakey (1942-), paleoantropóloga; mulher de Richard Leakey
- Richard Leakey (1944-2022), politician and paleoantropólogo; filho de Louis e Mary Leakey
- Roger Leakey (1946-), botânico e agrónomo tropical; filho de Douglas e Beryl, e sobrinho de Louis Leakey
- Andrew Leakey (1977-), botânico; filho de Roger e Alison Leakey
- Chris Leakey (1981-), ecologista marinho e cientista comportamental; filho de Roger e Alison Leakey

### Militares
- Tenente-general David Leakey (1952.), oficial do exécito, antigo Black Rod
- Joshua Leakey (c. 1988), fiho de Mark Leakey, distinguido com a Victoria Cross
- Comandante Mark Leakey, oficial da Royal Air Force e dirigente da Armed Forces Christian Union; pai de Joshua Leakey
- Nigel Leakey (1913–1941), distinguido com a Victoria Cross e irmão de Rea Leakey
- Major General Rea Leakey (1915–1999), oficial do exécito, irmão de Nigel Leakey